# ویلیام استنلی
 ویلیام استنلی (انگلیسی: William Stanley, Jr.؛ زاده ۲۸ نوامبر ۱۸۵۸ – درگذشته ۱۴ مهٔ ۱۹۱۶) فیزیکدان، مهندس برق و مخترع اهل ایالات متحده آمریکا، نیویورک، بروکلین بود.

## زندگی
ویلیام استنلی جونیور فیزیکدان آمریکایی که در بروکلین نیویورک زاده شد. او مدتی به عنوان سر مهندس برای جرج وستینگهاوس در کارخانه پیتسبورگ وی، کار می‌کرد. در سال ۱۸۸۵ براساس ایده لوسین گولارد و جان دیکسون گیبس، اولین ترانسفورماتور مدرن را ساخت و به نام خودش ثبت کرد؛ و در سال ۱۸۸۶، اولین سیستم ترانسفورماتور فشارقوی جریان متناوب را ارائه کرد. سیستم او امکان انتقال برق را در سطح وسیع فراهم می‌کرد. او در سال ۱۸۹۰ شرکت تولیدی الکتریکی استنلی را در پیتسفیلد ماساچوست، تأسیس کرد. او در طول زندگیش ۱۲۹ اختراع به ثبت رساند، که بیشترشان وسایل الکتریکی بودند. او در زمینه ساخت و پیشرفت لامپ‌های رشته‌ای اختراعات زیادی انجام داد. او در سال ۱۹۱۳ بطری دوجداره تمام فلزی را اختراع کرد که عایق حرارتی بوده و شرکت بطری استنلی را تأسیس کرد.

## نگارخانه

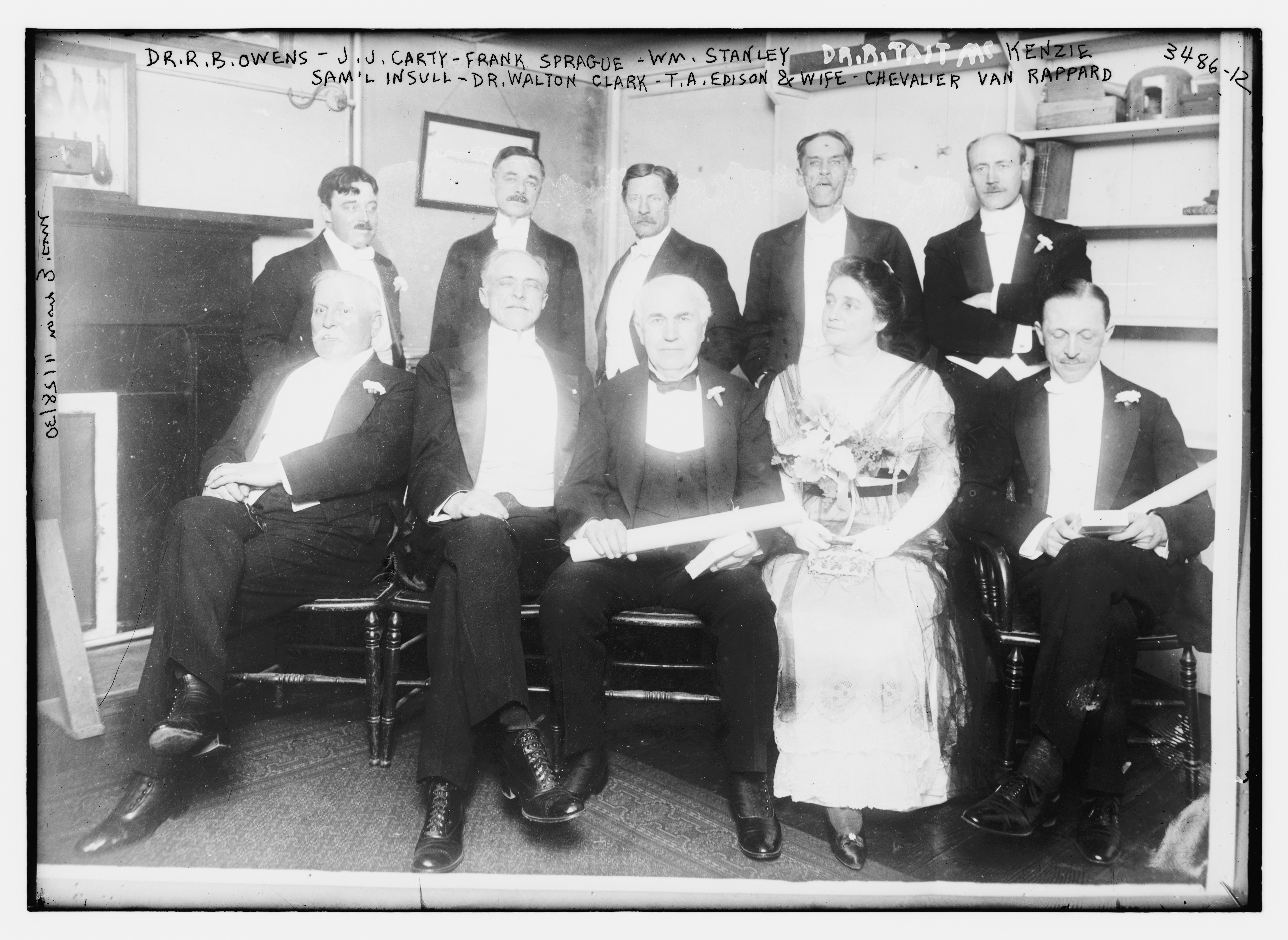